# Thismia melanomitra
Thismia melanomitra är en enhjärtbladig växtart som beskrevs av Paulus Johannes Maria Maas och Hillegonda Maas. Thismia melanomitra ingår i släktet Thismia och familjen Burmanniaceae. IUCN kategoriserar arten globalt som sårbar.
Artens utbredningsområde är Ecuador. Inga underarter finns listade i Catalogue of Life.